# Хоккейный Евротур 2019/2020
Хоккейный Евротур 2019/2020 — 24-й хоккейный турнир, проходящий в Финляндии, России, Швеции и Чехии. Турнир включает в себя Кубок Карьяла, проходящий в Финляндии, Кубок Первого канала, проходящий в России, Хоккейные игры Beijer, проходящие в Швеции и Хоккейные игры Carlson, проходящие в Чехии.

## Арены
| Арена          | Город           | Вместимость | Зрители | Средняя посещаемость | Заполняемость | Матчи |
| -------------- | --------------- | ----------- | ------- | -------------------- | ------------- | ----- |
| Хартвалл Арена | Хельсинки       | 13464       | 39473   | 7894                 | 58,6 %        | 5     |
| Тегера-Арена   | Лександ         | 7650        | 5078    | 5078                 | 66,3 %        | 1     |
| ЦСКА Арена     | Москва          | 12680       | 37314   | 9328                 | 73,5 %        | 4     |
| Газпром Арена  | Санкт-Петербург | 71381       | 67877   | 67877                | 96,0 %        | 1     |
| Логспид-Арена  | Пльзень         | 8236        | 6988    | 6988                 | 84,8 %        | 1     |

## Турниры

### «Кубок Карьяла»
Кубок Карьяла 2019 прошёл с 7 по 10 ноября 2019 года в Финляндии на «Хартвалл Арене». Вынесенный матч Швеция — Чехия прошёл в Швеции на «Тегера-Арене».

#### Турнирная таблица
| М | Сборная   | И | В | ВО | ВБ | П | ПО | ПБ | ШЗ | ШП | РШ | О |
| - | --------- | - | - | -- | -- | - | -- | -- | -- | -- | -- | - |
| 1 | Чехия     | 3 | 2 | 0  | 1  | 0 | 0  | 0  | 9  | 3  | 6  | 8 |
| 2 | Финляндия | 3 | 2 | 0  | 0  | 0 | 0  | 1  | 8  | 7  | 1  | 7 |
| 3 | Россия    | 3 | 0 | 0  | 1  | 2 | 0  | 0  | 8  | 11 | -3 | 2 |
| 4 | Швеция    | 3 | 0 | 0  | 0  | 2 | 0  | 1  | 6  | 10 | -4 | 1 |

Пояснение: М — место, И — игры, В — выиграно, ВО — выиграно в овертайме, ВБ — выиграно по буллитам, П — проиграно, ПО — проиграно в овертайме, ПБ — проиграно по буллитам, ШЗ — шайб забито, ШП — шайб пропущено, РШ — разница шайб, О — очки.

#### Матчи турнира
| 7 ноября 2019 19:30 | Россия | 3:4 (1:0, 1:1, 1:2) | Финляндия | Хартвалл Арена Зрителей: 9421 |

| Отчёт | Отчёт                      | Отчёт | Отчёт                    | Отчёт                                                    |
| --- | -------------------------- | --- | ------------------------ | -------------------------------------------------------- |
| |                            | |                          |                                                          |
| | Иван Бочаров - 00:00-60:00 | Вратари | 00:00-60:00 Харри Сятери | Судьи: Микаэль Норд (Швеция) Андреас Харнебринг (Швеция) |
| | Голы:                      | |                          | Судьи: Микаэль Норд (Швеция) Андреас Харнебринг (Швеция) |
| Дамир Шарипзянов (Андрей Кузьменко, Антон Бурдасов) - 05:29 Рушан Рафиков (Дамир Жафяров) - 33:20 Рушан Рафиков (бол.) (Антон Бурдасов, Константин Окулов) - 45:21 | 1:0 1:1 1:2 :2 3:2 3:3 3:4 | Харри Песонен (Микко Лехтонен) - 30:18 Сакари Маннинен (бол.) - 32:42 Миро Аалтонен (Тони Раяла, Юусо Хиетанен) - 47:21 Харри Песонен (Ессе Пульюярви, Вилле Покка) - 50:53 |                          | Судьи: Микаэль Норд (Швеция) Андреас Харнебринг (Швеция) |
| |                            | |                          | Судьи: Микаэль Норд (Швеция) Андреас Харнебринг (Швеция) |
| |                            | |                          | Судьи: Микаэль Норд (Швеция) Андреас Харнебринг (Швеция) |
| |                            | |                          | Судьи: Микаэль Норд (Швеция) Андреас Харнебринг (Швеция) |
| 22 мин | Штраф                      | 10 мин |                          | Судьи: Микаэль Норд (Швеция) Андреас Харнебринг (Швеция) |
| |                            | |                          |                                                          |
| | 32                         | Броски | 22                       |                                                          |

| 7 ноября 2019 20:30 | Швеция | 1:3 (0:0, 1:2, 0:1) | Чехия | Тегера-Арена (Лександ) Зрителей: 5078 |

| Отчёт                                   | Отчёт                        | Отчёт | Отчёт                  | Отчёт                                               |
| --------------------------------------- | ---------------------------- | --- | ---------------------- | --------------------------------------------------- |
|                                         |                              | |                        |                                                     |
|                                         | Адам Рейдеборн - 00:00-60:00 | Вратари | 00:00-60:00 Роман Уилл | Судьи: Сергей Морозов (Россия) Иван Фатеев (Россия) |
|                                         | Голы:                        | |                        | Судьи: Сергей Морозов (Россия) Иван Фатеев (Россия) |
| Микаэль Викстранд (Антон Родин) - 30:50 | 0:1 :1 1:2 1:3               | Дмитрий Яшкин (Якуб Крейчик) - 24:47 Якуб Коварж (бол.) (Анджей Нестрашил) - 34:36 Михал Ржепик (Андрей Нестрашил) - 58:12 |                        | Судьи: Сергей Морозов (Россия) Иван Фатеев (Россия) |
|                                         |                              | |                        | Судьи: Сергей Морозов (Россия) Иван Фатеев (Россия) |
|                                         |                              | |                        | Судьи: Сергей Морозов (Россия) Иван Фатеев (Россия) |
|                                         |                              | |                        | Судьи: Сергей Морозов (Россия) Иван Фатеев (Россия) |
| 6 мин                                   | Штраф                        | 12 мин |                        | Судьи: Сергей Морозов (Россия) Иван Фатеев (Россия) |
|                                         |                              | |                        |                                                     |
|                                         | 22                           | Броски | 31                     |                                                     |

| 9 ноября 2019 14:30 | Швеция | 4:5 (Б) (0:2, 1:1, 3:1, 0:0, 0:1) | Россия | Хартвалл Арена Зрителей: 3252 |

| Отчёт | Отчёт                               | Отчёт | Отчёт                    | Отчёт                                                      |
| --- | ----------------------------------- | --- | ------------------------ | ---------------------------------------------------------- |
| |                                     | |                          |                                                            |
| | Магнус Хелльберг 00:00-65:00        | Вратари | 00:00-65:00 Игорь Бобков | Судьи: Йоонас Кова (Финляндия) Ласси Хейккинен (Финляндия) |
| | Голы:                               | |                          | Судьи: Йоонас Кова (Финляндия) Ласси Хейккинен (Финляндия) |
| Карл Клинберг - 29:25 Микаэль Викстранд (Антон Рёдин, Макс Фриберг) (5х3) - 48:19 Фредрих Хендемарк (Даниэль Бродин) - 53:11 Никлас Хаиссон (Карл Клинберг, Линус Юханссон) - 57:43 | 0:1 0:2 1:2 1:3 2:3 2:4 3:4 4:4 4:5 | Антон Слепышев (Константин Окулов) - 10:25 Дамир Жафяров (Артём Сергеев, Кирилл Семёнов) - 14:12 Кирилл Семёнов (Дамир Жафяров, Артём Сергеев) - 34:25 Никита Сошников (Андрей Кузьменко, Антон Бурдасов) - 51:25 Никита Сошников - 65:00 (Буллиты) |                          | Судьи: Йоонас Кова (Финляндия) Ласси Хейккинен (Финляндия) |
| |                                     | |                          | Судьи: Йоонас Кова (Финляндия) Ласси Хейккинен (Финляндия) |
| |                                     | |                          | Судьи: Йоонас Кова (Финляндия) Ласси Хейккинен (Финляндия) |
| |                                     | |                          | Судьи: Йоонас Кова (Финляндия) Ласси Хейккинен (Финляндия) |
| 12 мин | Штраф                               | 14 мин |                          | Судьи: Йоонас Кова (Финляндия) Ласси Хейккинен (Финляндия) |
| |                                     | |                          |                                                            |
| | 22                                  | Броски | 30                       |                                                            |

| 9 ноября 2019 18:30 | Финляндия | 2:3 (Б) (0:0, 1:1, 1:1, 0:0, 0:1) | Чехия | Хартвалл Арена Зрителей: 12 150 |

| Отчёт | Отчёт                       | Отчёт | Отчёт                          | Отчёт                                                    |
| --- | --------------------------- | --- | ------------------------------ | -------------------------------------------------------- |
| |                             | |                                |                                                          |
| | Юхо Олкинуора - 00:00-65:00 | Вратари | 00:00-65:00 - Марек Лангхаммер | Судьи: Микаэль Норд (Швеция) Андреас Харнебринг (Швеция) |
| | Голы:                       | |                                | Судьи: Микаэль Норд (Швеция) Андреас Харнебринг (Швеция) |
| Юхо Ламмикко (Вилле Покка, Кристиан Куусела) - 22:41 Сакари Маннинен (Вилле Покка, Петтери Линдблом) - 40:42 | 1:0 1:1 2:1 2:2 2:3         | Якуб Ержабек (Радим Зогорна, Гинек Зогорна) - 37:46 Томаш Филиппи (Томаш Зогорна, Анджей Шустр) - 58:51 Якуб Крейчик - 65:00 (Буллиты) |                                | Судьи: Микаэль Норд (Швеция) Андреас Харнебринг (Швеция) |
| |                             | |                                | Судьи: Микаэль Норд (Швеция) Андреас Харнебринг (Швеция) |
| |                             | |                                | Судьи: Микаэль Норд (Швеция) Андреас Харнебринг (Швеция) |
| |                             | |                                | Судьи: Микаэль Норд (Швеция) Андреас Харнебринг (Швеция) |
| 8 мин | Штраф                       | 10 мин |                                | Судьи: Микаэль Норд (Швеция) Андреас Харнебринг (Швеция) |
| |                             | |                                |                                                          |
| | 28                          | Броски | 26                             |                                                          |

| 10 ноября 2019 14:30 | Чехия | 3:0 (1:0, 0:0, 2:0) | Россия | Хартвалл Арена Зрителей: 2207 |

| Отчёт                                                                                             | Отчёт                    | Отчёт   | Отчёт                           | Отчёт                                                          |
| ------------------------------------------------------------------------------------------------- | ------------------------ | ------- | ------------------------------- | -------------------------------------------------------------- |
|                                                                                                   |                          |         |                                 |                                                                |
|                                                                                                   | Роман Уилл - 00:00-60:00 | Вратари | 00:00-60:00 - Александр Самонов | Судьи: Кристиан Викман (Финляндия) Микко Каукокари (Финляндия) |
|                                                                                                   | Голы:                    |         |                                 | Судьи: Кристиан Викман (Финляндия) Микко Каукокари (Финляндия) |
| Ян Коварж (Михал Ржепик) - 10:32 Лукаш Седлак (бол.) - 51:04 Анджей Нестрашил (мен.) (ПВ) - 59:45 | 1:0 2:0 3:0              |         |                                 | Судьи: Кристиан Викман (Финляндия) Микко Каукокари (Финляндия) |
|                                                                                                   |                          |         |                                 | Судьи: Кристиан Викман (Финляндия) Микко Каукокари (Финляндия) |
|                                                                                                   |                          |         |                                 | Судьи: Кристиан Викман (Финляндия) Микко Каукокари (Финляндия) |
|                                                                                                   |                          |         |                                 | Судьи: Кристиан Викман (Финляндия) Микко Каукокари (Финляндия) |
| 16 мин                                                                                            | Штраф                    | 10 мин  |                                 | Судьи: Кристиан Викман (Финляндия) Микко Каукокари (Финляндия) |
|                                                                                                   |                          |         |                                 |                                                                |
|                                                                                                   | 23                       | Броски  | 32                              |                                                                |

| 10 ноября 2019 18:30 | Финляндия | 2:1 (1:0, 1:1, 0:0) | Швеция | Хартвалл Арена Зрителей: 12 443 |

| Отчёт | Отчёт                        | Отчёт                                                      | Отчёт                        | Отчёт                                            |
| --- | ---------------------------- | ---------------------------------------------------------- | ---------------------------- | ------------------------------------------------ |
| |                              |                                                            |                              |                                                  |
| | Харри Сятери - "'00:00-60:00 | Вратари                                                    | Харри Сятери - "'00:00-60:00 | Судьи: Антонин Ержабек (Чехия) Робин Шир (Чехия) |
| | Голы:                        |                                                            |                              | Судьи: Антонин Ержабек (Чехия) Робин Шир (Чехия) |
| Микко Лехтонен (Хенрик Хаапала, Юусо Хиетанен) - 3:46 Миро Аалтонен (бол.) (Теему Турунен, Хенрик Хаапала) - 25:28 | 1:0 2:0 2:1                  | Олле Алсинг (Симон Бертильссон, Фредрик Хандемарк) - 31:53 |                              | Судьи: Антонин Ержабек (Чехия) Робин Шир (Чехия) |
| |                              |                                                            |                              | Судьи: Антонин Ержабек (Чехия) Робин Шир (Чехия) |
| |                              |                                                            |                              | Судьи: Антонин Ержабек (Чехия) Робин Шир (Чехия) |
| |                              |                                                            |                              | Судьи: Антонин Ержабек (Чехия) Робин Шир (Чехия) |
| 6 мин | Штраф                        | 6 мин                                                      |                              | Судьи: Антонин Ержабек (Чехия) Робин Шир (Чехия) |
| |                              |                                                            |                              |                                                  |
| | 21                           | Броски                                                     | 40                           |                                                  |

### Кубок Первого канала
4 матча в рамках Кубка Первого канала 2019 прошли в Москве на «ЦСКА Арене», матч Россия — Финляндия прошёл в Санкт-Петербурге на «Газпром Арене», матч Чехия — Финляндия прошёл в чешском городе Пльзень.

#### Турнирная таблица
| М | Сборная   | И | В | ВО | ВБ | П | ПО | ПБ | ШЗ | ШП | РШ | О |
| - | --------- | - | - | -- | -- | - | -- | -- | -- | -- | -- | - |
| 1 | Швеция    | 3 | 2 | 0  | 0  | 1 | 0  | 0  | 8  | 9  | -1 | 6 |
| 2 | Россия    | 3 | 1 | 0  | 1  | 1 | 0  | 0  | 9  | 7  | +2 | 5 |
| 3 | Финляндия | 3 | 1 | 0  | 0  | 1 | 1  | 0  | 8  | 7  | +1 | 4 |
| 4 | Чехия     | 3 | 0 | 1  | 0  | 1 | 0  | 1  | 8  | 10 | -2 | 3 |

Пояснение: М - место, И - игры, В - выиграно, ВО - выиграно в овертайме, ВБ - выиграно по буллитам, П - проиграно, ПО - проиграно в овертайме, ПБ - проиграно по буллитам, ШЗ - шайб забито, ШП - шайб пропущено, РШ - разница шайб, О - очки.

#### Матчи турнира
Начало матчей указано по московскому времени (UTC+3:00).
| 12 декабря 2019 20:00 | Швеция | 4 : 3 (2:0, 1:1, 1:2) | Россия | «ЦСКА Арена», Москва Зрителей: 11 719 |

| Отчёт | Отчёт                       | Отчёт | Отчёт                                                      | Отчёт                                                          |
| --- | --------------------------- | --- | ---------------------------------------------------------- | -------------------------------------------------------------- |
| |                             | |                                                            |                                                                |
| | Ларс Юханссон - 00:00-60:00 | Вратари | 00:00-21:48 - Александр Самонов 21:48-60:00 - Илья Сорокин | Судьи: Ласси Хейккинен (Финляндия) Кристиан Викман (Финляндия) |
| | Голы:                       | |                                                            | Судьи: Ласси Хейккинен (Финляндия) Кристиан Викман (Финляндия) |
| <Андре Петерссон (Магнус Пяаярви, Линус Юханссон) - 03:56 (бол.) Даниэль Бродин (Фредрик Хендемарк) - 11:43 Мальте Стрёмвалль - 21:48 Даниэль Заар - 52:19 | 1:0 2:0 3:0 3:1 3:2 4:2 4:3 | Вадим Шипачёв (Андрей Кузьменко, Андрей Миронов) - 36:24 Кирилл Капризов (Рушан Рафиков, Михаил Григоренко) - 51:40 Кирилл Капризов (Вадим Шипачёв, Антон Слепышев) - 53:57 (мен.) |                                                            | Судьи: Ласси Хейккинен (Финляндия) Кристиан Викман (Финляндия) |
| |                             | |                                                            | Судьи: Ласси Хейккинен (Финляндия) Кристиан Викман (Финляндия) |
| |                             | |                                                            | Судьи: Ласси Хейккинен (Финляндия) Кристиан Викман (Финляндия) |
| |                             | |                                                            | Судьи: Ласси Хейккинен (Финляндия) Кристиан Викман (Финляндия) |
| 14 мин | Штраф                       | 6 мин |                                                            | Судьи: Ласси Хейккинен (Финляндия) Кристиан Викман (Финляндия) |
| |                             | |                                                            |                                                                |
| | 16                          | Броски | 42                                                         |                                                                |

| 12 декабря 2019 20:30 | Чехия | 4 : 3 (ОТ) (3:1, 0:0, 0:2, 0:0, 1:0) | Финляндия | «Логспид-Арена», Пльзень Зрителей: 6988 |

| Отчёт | Отчёт                       | Отчёт | Отчёт                          | Отчёт                                                |
| --- | --------------------------- | --- | ------------------------------ | ---------------------------------------------------- |
| |                             | |                                |                                                      |
| | Роман Вилл - 00:00-60:23    | Вратари | 00:00-60:23 - Ээту Лаурикайнен | Судьи: Микаэль Шёквист (Швеция) Линус Элунд (Швеция) |
| | Голы:                       | |                                | Судьи: Микаэль Шёквист (Швеция) Линус Элунд (Швеция) |
| Мартин Затёвич (Милан Гулаш) - 05:54 (бол.) Иржи Секач (Давид Томашек) - 09:44 Лукаш Седлак (Михал Моравчик, Андрей Нестрашил) - 17:10 Лукаш Седлак (Якуб Ержабек) - 60:23 (3х3) | 1:0 2:0 2:1 3:1 3:2 3:3 4:3 | Ханнес Бьёрнинен (Валттери Кемиляйнен) - 12:02 Юхо Ламмикко - 51:30 Вели-Матти Савинайнен (Валттери Кемиляйнен) - 59:12 |                                | Судьи: Микаэль Шёквист (Швеция) Линус Элунд (Швеция) |
| |                             | |                                | Судьи: Микаэль Шёквист (Швеция) Линус Элунд (Швеция) |
| |                             | |                                | Судьи: Микаэль Шёквист (Швеция) Линус Элунд (Швеция) |
| |                             | |                                | Судьи: Микаэль Шёквист (Швеция) Линус Элунд (Швеция) |
| 4 мин | Штраф                       | 2 мин |                                | Судьи: Микаэль Шёквист (Швеция) Линус Элунд (Швеция) |
| |                             | |                                |                                                      |
| | 27                          | Броски | 26                             |                                                      |

| 14 декабря 2019 11:00 | Финляндия | 5 : 1 (0:0, 2:1, 3:0) | Швеция | «ЦСКА Арена», Москва Зрителей: 4718 |

| Отчёт | Отчёт                        | Отчёт                                     | Отчёт                       | Отчёт                                               |
| --- | ---------------------------- | ----------------------------------------- | --------------------------- | --------------------------------------------------- |
| |                              |                                           |                             |                                                     |
| | Франс Туохимаа - 00:00-60:00 | Вратари                                   | 00:00-57:26 - Ларс Юханссон | Судьи: Иван Фатеев (Россия) Сергей Морозов (Россия) |
| | Голы:                        |                                           |                             | Судьи: Иван Фатеев (Россия) Сергей Морозов (Россия) |
| Ессе Пульюярви - 29:28 (бол.) Ере Карьялайнен (Валттери Кемиляйнен, Миро Аалтонен) - 37:15 Миро Аалтонен (Юлиус Няттинен, Ессе Пульюярви) - 43:52 Валттери Пуустинен - 57:26 (en) Франс Туохимаа - 58:42 (en) | 0:1 :1 2:1 3:1 4:1 5:1       | Даниэль Бродин (Эмиль Сюльвегорд) - 23:37 |                             | Судьи: Иван Фатеев (Россия) Сергей Морозов (Россия) |
| |                              |                                           |                             | Судьи: Иван Фатеев (Россия) Сергей Морозов (Россия) |
| |                              |                                           |                             | Судьи: Иван Фатеев (Россия) Сергей Морозов (Россия) |
| |                              |                                           |                             | Судьи: Иван Фатеев (Россия) Сергей Морозов (Россия) |
| 6 мин | Штраф                        | 10 мин                                    |                             | Судьи: Иван Фатеев (Россия) Сергей Морозов (Россия) |
| |                              |                                           |                             |                                                     |
| |                              |                                           |                             |                                                     |

| 14 декабря 2019 15:00 | Россия | 4 : 3 (Б) (2:0, 0:2, 1:1, 0:0, 1:0) | Чехия | «ЦСКА Арена», Москва Зрителей: 11 699 |

| Отчёт | Отчёт                      | Отчёт | Отчёт                      | Отчёт                                                          |
| --- | -------------------------- | --- | -------------------------- | -------------------------------------------------------------- |
| |                            | |                            |                                                                |
| | Илья Сорокин - 00:00-65:00 | Вратари | 00:00-65:00 - Шимон Грубец | Судьи: Ласси Хейккинен (Финляндия) Кристиан Викман (Финляндия) |
| | Голы:                      | |                            | Судьи: Ласси Хейккинен (Финляндия) Кристиан Викман (Финляндия) |
| Андрей Кузьменко (Никита Лямкин) - 02:09 Михаил Григоренко (Вячеслав Войнов, Вадим Шипачёв) - 17:44 (бол.) Игорь Ожиганов (Владимир Ткачёв) - 48:48 Владимир Ткачёв - 65:00 (Б) | 1:0 2:0 2:1 2:2 2:3 :3 4:3 | Лукаш Седлак (Дмитрий Яшкин, Якуб Крейчик) - 21:43 Томаш Филиппи (Мартин Затёвич, Иржи Секач) - 35:24 Гинек Зогорна (Радим Зогорна, Лукаш Клок) - 47:28 |                            | Судьи: Ласси Хейккинен (Финляндия) Кристиан Викман (Финляндия) |
| |                            | |                            | Судьи: Ласси Хейккинен (Финляндия) Кристиан Викман (Финляндия) |
| |                            | |                            | Судьи: Ласси Хейккинен (Финляндия) Кристиан Викман (Финляндия) |
| |                            | |                            | Судьи: Ласси Хейккинен (Финляндия) Кристиан Викман (Финляндия) |
| 6 мин | Штраф                      | 6 мин |                            | Судьи: Ласси Хейккинен (Финляндия) Кристиан Викман (Финляндия) |
| |                            | |                            |                                                                |
| |                            | |                            |                                                                |

| 15 декабря 2019 14:00 | Чехия | 1 : 3 (0:0, 0:2, 1:1) | Швеция | «ЦСКА Арена», Москва Зрителей: 9178 |

| Отчёт                                                      | Отчёт                         | Отчёт | Отчёт                       | Отчёт                                               |
| ---------------------------------------------------------- | ----------------------------- | --- | --------------------------- | --------------------------------------------------- |
|                                                            |                               | |                             |                                                     |
|                                                            | Марек Лангхамер - 00:00-60:00 | Вратари | 00:00-60:00 - Ларс Юханссон | Судьи: Иван Фатеев (Россия) Сергей Морозов (Россия) |
|                                                            | Голы:                         | |                             | Судьи: Иван Фатеев (Россия) Сергей Морозов (Россия) |
| Гинек Зогорна (Томаш Филиппи, Якуб Ержабек) - 48:41 (бол.) | 0:1 0:2 1:2 1:3               | Деннис Расмуссен (Виктор Лёв, Линус Юханссон) - 20:47 Мальте Стрёмвалль (Хенрик Тёммернес, Андре Петерссон) - 26:50 (мен.) Деннис Расмуссен - 59:34 |                             | Судьи: Иван Фатеев (Россия) Сергей Морозов (Россия) |
|                                                            |                               | |                             | Судьи: Иван Фатеев (Россия) Сергей Морозов (Россия) |
|                                                            |                               | |                             | Судьи: Иван Фатеев (Россия) Сергей Морозов (Россия) |
|                                                            |                               | |                             | Судьи: Иван Фатеев (Россия) Сергей Морозов (Россия) |
| 2 мин                                                      | Штраф                         | 8 мин |                             | Судьи: Иван Фатеев (Россия) Сергей Морозов (Россия) |
|                                                            |                               | |                             |                                                     |
|                                                            |                               | |                             |                                                     |

| 15 декабря 2019 16:00 | Россия | 2 : 0 (1:0,0:0,1:0) | Финляндия | «Газпром Арена», Санкт-Петербург Зрителей: 67 877 |

| Отчёт                                                                | Отчёт                      | Отчёт   | Отчёт                        | Отчёт                                           |
| -------------------------------------------------------------------- | -------------------------- | ------- | ---------------------------- | ----------------------------------------------- |
|                                                                      |                            |         |                              |                                                 |
|                                                                      | Илья Сорокин - 00:00-60:00 | Вратари | 00:00-60:00 - Франс Туохимаа | Судьи: Робин Шир (Чехия) Даниэль Пражак (Чехия) |
|                                                                      | Голы:                      |         |                              | Судьи: Робин Шир (Чехия) Даниэль Пражак (Чехия) |
| Антон Слепышев (Вадим Шипачёв) - 01:52 (бол.) Антон Слепышев - 57:59 | 1:0 2:0                    |         |                              | Судьи: Робин Шир (Чехия) Даниэль Пражак (Чехия) |
|                                                                      |                            |         |                              | Судьи: Робин Шир (Чехия) Даниэль Пражак (Чехия) |
|                                                                      |                            |         |                              | Судьи: Робин Шир (Чехия) Даниэль Пражак (Чехия) |
|                                                                      |                            |         |                              | Судьи: Робин Шир (Чехия) Даниэль Пражак (Чехия) |
| 2 мин                                                                | Штраф                      | 4 мин   |                              | Судьи: Робин Шир (Чехия) Даниэль Пражак (Чехия) |
|                                                                      |                            |         |                              |                                                 |
|                                                                      |                            |         |                              |                                                 |

### «Хоккейные игры Beijer»

#### Турнирная таблица
| М | Сборная   | И | В | ВО | ВБ | П | ПО | ПБ | ШЗ | ШП | РШ | О |
| - | --------- | - | - | -- | -- | - | -- | -- | -- | -- | -- | - |
| 1 | Швеция    | 3 | 3 | 0  | 0  | 0 | 0  | 0  | 12 | 4  | 8  | 9 |
| 2 | Чехия     | 3 | 1 | 0  | 1  | 1 | 0  | 0  | 8  | 6  | 2  | 5 |
| 3 | Финляндия | 3 | 1 | 0  | 0  | 2 | 0  | 0  | 5  | 8  | -3 | 3 |
| 4 | Россия    | 3 | 0 | 0  | 0  | 2 | 0  | 1  | 5  | 12 | -7 | 1 |

Пояснение: М — место, И — игры, В — выиграно, ВО — выиграно в овертайме, ВБ — выиграно по буллитам, П — проиграно, ПО — проиграно в овертайме, ПБ — проиграно по буллитам, ШЗ — шайб забито, ШП — шайб пропущено, РШ — разница шайб, О — очки.

#### Матчи турнира
Начало матчей указано по московскому времени (UTC+3:00).
| 6 февраля 2020 | Финляндия | 3:0 (3:0,0:0,0:0) | Россия |  |

| Отчёт | Отчёт | Отчёт | Отчёт | Отчёт |
| ----- | ----- | ----- | ----- | ----- |
|       |       |       |       |       |
|       |       |       |       |       |
|       |       |       |       |       |
|       |       |       |       |       |
|       |       |       |       |       |
|       |       |       |       |       |
|       |       |       |       |       |
|       |       |       |       |       |
|       |       |       |       |       |

| 6 февраля 2020 | Чехия | 1:2 (1:0,0:1,0:1) | Швеция |  |

| Отчёт | Отчёт | Отчёт | Отчёт | Отчёт |
| ----- | ----- | ----- | ----- | ----- |
|       |       |       |       |       |
|       |       |       |       |       |
|       |       |       |       |       |
|       |       |       |       |       |
|       |       |       |       |       |
|       |       |       |       |       |
|       |       |       |       |       |
|       |       |       |       |       |
|       |       |       |       |       |

| 8 февраля 2020 | Швеция | 5:2 (1:0,2:0,2:2) | Россия |  |

| Отчёт | Отчёт | Отчёт | Отчёт | Отчёт |
| ----- | ----- | ----- | ----- | ----- |
|       |       |       |       |       |
|       |       |       |       |       |
|       |       |       |       |       |
|       |       |       |       |       |
|       |       |       |       |       |
|       |       |       |       |       |
|       |       |       |       |       |
|       |       |       |       |       |
|       |       |       |       |       |

| 8 февраля 2020 | Финляндия | 1:3 (1:1,0:0,0:2) | Чехия |  |

| Отчёт | Отчёт | Отчёт | Отчёт | Отчёт |
| ----- | ----- | ----- | ----- | ----- |
|       |       |       |       |       |
|       |       |       |       |       |
|       |       |       |       |       |
|       |       |       |       |       |
|       |       |       |       |       |
|       |       |       |       |       |
|       |       |       |       |       |
|       |       |       |       |       |
|       |       |       |       |       |

| 9 февраля 2020 | Швеция | 5:1 | Финляндия |  |

| Отчёт | Отчёт | Отчёт | Отчёт | Отчёт |
| ----- | ----- | ----- | ----- | ----- |
|       |       |       |       |       |
|       |       |       |       |       |
|       |       |       |       |       |
|       |       |       |       |       |
|       |       |       |       |       |
|       |       |       |       |       |
|       |       |       |       |       |
|       |       |       |       |       |
|       |       |       |       |       |

| 9 февраля 2020 | Россия | 3:4 по буллитам (1:1,1:0,1:2,0:0,0:1) | Чехия |  |

| Отчёт | Отчёт | Отчёт | Отчёт | Отчёт |
| ----- | ----- | ----- | ----- | ----- |
|       |       |       |       |       |
|       |       |       |       |       |
|       |       |       |       |       |
|       |       |       |       |       |
|       |       |       |       |       |
|       |       |       |       |       |
|       |       |       |       |       |
|       |       |       |       |       |
|       |       |       |       |       |

### «Хоккейные игры Carlson»
Турнир был отменён из-за пандемии коронавируса. 

#### Турнирная таблица
| М | Сборная   | И | В | ВО | ВБ | П | ПО | ПБ | ШЗ | ШП | РШ | О |
| - | --------- | - | - | -- | -- | - | -- | -- | -- | -- | -- | - |
| 1 | Россия    |   |   |    |    |   |    |    |    |    |    |   |
| 2 | Финляндия |   |   |    |    |   |    |    |    |    |    |   |
| 3 | Чехия     |   |   |    |    |   |    |    |    |    |    |   |
| 4 | Швеция    |   |   |    |    |   |    |    |    |    |    |   |

Пояснение: М — место, И — игры, В — выиграно, ВО — выиграно в овертайме, ВБ — выиграно по буллитам, П — проиграно, ПО — проиграно в овертайме, ПБ — проиграно по буллитам, ШЗ — шайб забито, ШП — шайб пропущено, РШ — разница шайб, О — очки.

#### Матчи турнира
| 30 апреля 2020 | Россия |  | Швеция |  |

| 30 апреля 2020 | Финляндия |  | Чехия |  |

| 2 мая 2020 | Чехия |  | Швеция |  |

| 2 мая 2020 | Россия |  | Финляндия |  |

| 3 мая 2020 | Чехия |  | Россия |  |

| 3 мая 2020 | Швеция |  | Финляндия |  |

## Общая таблица
| М | Сборная   | И | В | ВО | ВБ | П | ПО | ПБ | ШЗ | ШП | РШ | О  |
| - | --------- | - | - | -- | -- | - | -- | -- | -- | -- | -- | -- |
| 1 | Чехия     | 9 | 3 | 1  | 2  | 2 | 0  | 1  | 25 | 19 | 6  | 16 |
| 2 | Швеция    | 9 | 5 | 0  | 0  | 3 | 0  | 1  | 26 | 23 | 3  | 16 |
| 3 | Финляндия | 9 | 4 | 0  | 0  | 3 | 1  | 1  | 21 | 22 | -1 | 14 |
| 4 | Россия    | 9 | 1 | 0  | 2  | 5 | 0  | 1  | 22 | 30 | -8 | 8  |

Пояснение: М — место, И — игры, В — выиграно, ВО — выиграно в овертайме, ВБ — выиграно по буллитам, П — проиграно, ПО — проиграно в овертайме, ПБ — проиграно по буллитам, ШЗ — шайб забито, ШП — шайб пропущено, РШ — разница шайб, О — очки.

## Посещаемость матчей
| Место | Команда   | Игры | Суммарная посещаемость | Средняя посещаемость | Максимальная посещаемость |
| ----- | --------- | ---- | ---------------------- | -------------------- | ------------------------- |
| 1     | Финляндия | 6    | 113595                 | 18933                | 67877 ( Россия)           |
| 2     | Россия    | 6    | 106175                 | 17696                | 67877 ( Финляндия)        |
| 3     | Чехия     | 6    | 47300                  | 7883                 | 12150 ( Финляндия)        |
| 4     | Швеция    | 6    | 46388                  | 7731                 | 12443 ( Финляндия)        |

Места определяются по средней посещаемости, которая округляется до целого.
Максимальная посещаемость на турнире составляет 67877 зрителей (Россия — Финляндия на Кубке Первого Канала), минимальная — 2207 (Чехия — Россия на Кубке Карьяла).
Максимальная посещаемость на Кубке Карьяла — 12443 зрителя (Швеция — Финляндия), минимальная — 2207 (Чехия-Россия)
Максимальная посещаемость на Кубке Первого Канала — 67877 зрителей (Россия — Финляндия), минимальная — 4718 (Финляндия-Швеция)